# Erou al Republicii Socialiste România
Titlul de Erou al Republicii Socialiste România a fost cea mai înaltă distincție a Republicii Socialiste România.  Acesta a avut drept model titlul de Erou al Uniunii Sovietice, cea mai înaltă distincție din Uniunea Sovietică.
Această distincție a fost acordată pentru prima dată în 1971 secretarului general al Partidului Comunist Român și președintelui Consiliului de Stat al RSR Nicolae Ceaușescu „pentru activitate îndelungată în mișcarea revoluționară și aportul deosebit la eliberarea țării și edificarea orînduirii socialiste, pentru înalta contribuție pe care o aduce în fruntea partidului și a statului, la cauza victoriei socialismului și a păcii, la elaborarea și înfăptuirea politicii interne și externe, la dezvoltarea prieteniei trainice cu toate țările socialiste și a colaborării internaționale cu toate popoarele lumii, cu prilejul celei de-a 50-a aniversări a Partidului Comunist Român”.

## Lista destinatarilor (parțial)
- Nicolae Ceaușescu (secretarul general al PCR, președintele RSR) – 1971,[3] 1978,[4] 1981[5] și 1988[6]
- Iosip Broz Tito (președintele RSF Iugoslavia) – 1972[7]
- Ion Gheorghe Maurer (prim-ministru al RSR) – 1972[8]
- Chivu Stoica (președintele Comisiei Centrale de Revizie a Partidului Comunist Român) – 1973[9]
- Emil Bodnăraș (vicepreședinte al Consiliului de Stat) – 1974[10][11]
- Constantin Pârvulescu (membru al Comisiei Centrale de Revizie a Partidului Comunist Român) – 1974[10][11]
- Gheorghe Stoica (membru al Comitetului Executiv al C.C. al P.C.R., membru al Consiliului de Stat) – 1974[10][11]
- Ștefan Voitec (vicepreședinte al Consiliului de Stat) – 1974[10][11]
- Alexandru Sencovici (membru al C.C. al P.C.R., deputat în Marea Adunare Națională) – 1974[10][11]
- Gheorghe Vasilichi (membru al C.C. al P.C.R., deputat în Marea Adunare Națională) – 1974[10][11]
- Petre Constantinescu-Iași (membru fondator al P.C.R., membru titular al Academiei Române) – 1974[10][11]
- Elena Ceaușescu (prim-viceprim-ministru al guvernului, președintele Consiliului Național al Științei și Învățământului) – 1981[5] și 1989[12]
- Dumitru Prunariu (cosmonaut român, primul român care a zburat în Cosmos) – 1981[13]
- Leonid Popov (cosmonaut sovietic, membru al echipajului Soiuz-40, alături de Dumitru Prunariu) – 1981[14]